# Kuroshio (Kōchi)

Localisation de Kuroshio dans la préfecture de Kōchi.

Pour les articles homonymes, voir Kuroshio (homonymie).
Kuroshio (黒潮町, Kuroshio-chō) est un bourg du district de Hata dans la préfecture de Kōchi au Japon.

## Géographie

### Démographie
Au recensement du 1er février 2015, la population était de 11 199 personnes pour une superficie de 188,58 km2, soit une densité de population de 59,4 habitants/km2.

## Histoire
En 2006, les bourgs d'Ōgata et Saga fusionnent pour former le bourg de Kuroshio.

## Transport
Le bourg de Kuroshio est desservi par la ligne Nakamura de la compagnie Tosa Kuroshio Railway.